# Station Lendersdorf
Station Lendersdorf (Duits: Bahnhof Lendersdorf) is het spoorwegstation van Lendersdorf, een plaats in de Duitse stad Düren. Het station ligt aan de lijn Düren – Heimbach.

## Treinverbindingen
| Serie | Treinsoort                | Route | Bijzonderheden |
| ----- | ------------------------- | --- | -------------- |
| RB 21 | Regionalbahn (Rurtalbahn) | Linnich SIG Combibloc – Jülich – Krauthausen – Huchem-Stammeln – Düren – Lendersdorf – Kreuzau – Untermaubach-Schlagstein – Nideggen-Brück – Heimbach (Eifel) |                |

0.0: Düren ·
1.8: Düren Annakirmesplatz ·
3.6: Kuhbrücke ·
4.6: Lendersdorf ·
5.0: Düren Renkerstraße ·
5.8: Niederau-Tuchmühle ·
7.3: Kreuzau ·
8.2: Kreuzau Eifelstraße ·
10.2: Üdingen ·
12.0: Untermaubach-Schlagstein ·
13.9: Obermaubach ·
18.7: Zerkall ·
19.7: Nideggen-Brück ·
22.7: Abenden ·
25.3: Blens ·
26.8: Hausen (b Düren) ·
30.0: Heimbach (Eifel)